# Saint-Romain-le-Puy
Saint-Romain-le-Puy település Franciaországban, Loire megyében. Lakosainak száma 4121 fő (2022. január 1.). Saint-Romain-le-Puy Boisset-Saint-Priest, Montbrison, Précieux, Saint-Georges-Haute-Ville, Saint-Thomas-la-Garde és Sury-le-Comtal községekkel határos.

## Népesség
A település népessége az elmúlt években az alábbi módon változott:
| Lakosok száma | 2459 | 2423 | 2616 | 3342 | 3815 | 3882 | 3998 | 4090 | 4099 | 4121 |
|               | 1968 | 1982 | 1990 | 2006 | 2013 | 2015 | 2017 | 2019 | 2020 | 2022 |